# Linda Vista, Tabasco
Linda Vista är en ort i Mexiko.   Den ligger i kommunen Macuspana och delstaten Tabasco, i den sydöstra delen av landet, 700 km öster om huvudstaden Mexico City. Linda Vista ligger 31 meter över havet och antalet invånare är 389.
Terrängen runt Linda Vista är mycket platt. Runt Linda Vista är det ganska tätbefolkat, med 67 invånare per kvadratkilometer. Närmaste större samhälle är Macuspana, 9,6 km sydväst om Linda Vista. Trakten runt Linda Vista består till största delen av jordbruksmark.